# Selección de fútbol sub-20 de Camboya
La Selección de fútbol sub-20 de Camboya es el equipo que representa al país en el Mundial Sub-20, en el Campeonato sub-19 de la AFF y en el Campeonato sub-19 de la AFC; y es controlado por la Federación de Fútbol de Camboya.

## Participaciones

### Mundial Sub-20
| Año   | Ronda        | J            | G            | E            | P            | GF           | GC           |
| ----- | ------------ | ------------ | ------------ | ------------ | ------------ | ------------ | ------------ |
| 1977  | No clasificó | No clasificó | No clasificó | No clasificó | No clasificó | No clasificó | No clasificó |
| 1979  | No clasificó | No clasificó | No clasificó | No clasificó | No clasificó | No clasificó | No clasificó |
| 1981  | No clasificó | No clasificó | No clasificó | No clasificó | No clasificó | No clasificó | No clasificó |
| 1983  | No clasificó | No clasificó | No clasificó | No clasificó | No clasificó | No clasificó | No clasificó |
| 1985  | No clasificó | No clasificó | No clasificó | No clasificó | No clasificó | No clasificó | No clasificó |
| 1987  | No clasificó | No clasificó | No clasificó | No clasificó | No clasificó | No clasificó | No clasificó |
| 1989  | No clasificó | No clasificó | No clasificó | No clasificó | No clasificó | No clasificó | No clasificó |
| 1991  | No clasificó | No clasificó | No clasificó | No clasificó | No clasificó | No clasificó | No clasificó |
| 1993  | No clasificó | No clasificó | No clasificó | No clasificó | No clasificó | No clasificó | No clasificó |
| 1995  | No clasificó | No clasificó | No clasificó | No clasificó | No clasificó | No clasificó | No clasificó |
| 1997  | No clasificó | No clasificó | No clasificó | No clasificó | No clasificó | No clasificó | No clasificó |
| 1999  | No clasificó | No clasificó | No clasificó | No clasificó | No clasificó | No clasificó | No clasificó |
| 2001  | No clasificó | No clasificó | No clasificó | No clasificó | No clasificó | No clasificó | No clasificó |
| 2003  | No clasificó | No clasificó | No clasificó | No clasificó | No clasificó | No clasificó | No clasificó |
| 2005  | No clasificó | No clasificó | No clasificó | No clasificó | No clasificó | No clasificó | No clasificó |
| 2007  | No clasificó | No clasificó | No clasificó | No clasificó | No clasificó | No clasificó | No clasificó |
| 2009  | No clasificó | No clasificó | No clasificó | No clasificó | No clasificó | No clasificó | No clasificó |
| 2011  | No clasificó | No clasificó | No clasificó | No clasificó | No clasificó | No clasificó | No clasificó |
| 2013  | No clasificó | No clasificó | No clasificó | No clasificó | No clasificó | No clasificó | No clasificó |
| 2015  | No clasificó | No clasificó | No clasificó | No clasificó | No clasificó | No clasificó | No clasificó |
| 2017  | No clasificó | No clasificó | No clasificó | No clasificó | No clasificó | No clasificó | No clasificó |
| 2019  | No clasificó | No clasificó | No clasificó | No clasificó | No clasificó | No clasificó | No clasificó |
| Total | 0/22         | 0            | 0            | 0            | 0            | 0            | 0            |

### Campeonato sub-19 de la AFC
| Año   | Resultado      | J            | G            | E            | P            | GF           | GC           |
| ----- | -------------- | ------------ | ------------ | ------------ | ------------ | ------------ | ------------ |
| 1959  | No participó   | No participó | No participó | No participó | No participó | No participó | No participó |
| 1960  | No participó   | No participó | No participó | No participó | No participó | No participó | No participó |
| 1961  | No participó   | No participó | No participó | No participó | No participó | No participó | No participó |
| 1962  | No participó   | No participó | No participó | No participó | No participó | No participó | No participó |
| 1963  | Fase de grupos | 5            | 2            | 0            | 3            | 7            | 12           |
| 1964  | No participó   | No participó | No participó | No participó | No participó | No participó | No participó |
| 1965  | No participó   | No participó | No participó | No participó | No participó | No participó | No participó |
| 1966  | No participó   | No participó | No participó | No participó | No participó | No participó | No participó |
| 1967  | No participó   | No participó | No participó | No participó | No participó | No participó | No participó |
| 1968  | No participó   | No participó | No participó | No participó | No participó | No participó | No participó |
| 1969  | No participó   | No participó | No participó | No participó | No participó | No participó | No participó |
| 1970  | No participó   | No participó | No participó | No participó | No participó | No participó | No participó |
| 1971  | No participó   | No participó | No participó | No participó | No participó | No participó | No participó |
| 1972  | Fase de grupos | 3            | 0            | 1            | 2            | 0            | 8            |
| 1973  | No participó   | No participó | No participó | No participó | No participó | No participó | No participó |
| 1974  | Fase de grupos | 3            | 1            | 0            | 2            | 7            | 6            |
| 1975  | No participó   | No participó | No participó | No participó | No participó | No participó | No participó |
| 1976  | No participó   | No participó | No participó | No participó | No participó | No participó | No participó |
| 1977  | No participó   | No participó | No participó | No participó | No participó | No participó | No participó |
| 1978  | No participó   | No participó | No participó | No participó | No participó | No participó | No participó |
| 1980  | No clasificó   | No clasificó | No clasificó | No clasificó | No clasificó | No clasificó | No clasificó |
| 1982  | No clasificó   | No clasificó | No clasificó | No clasificó | No clasificó | No clasificó | No clasificó |
| 1984  | No clasificó   | No clasificó | No clasificó | No clasificó | No clasificó | No clasificó | No clasificó |
| 1986  | No clasificó   | No clasificó | No clasificó | No clasificó | No clasificó | No clasificó | No clasificó |
| 1988  | No clasificó   | No clasificó | No clasificó | No clasificó | No clasificó | No clasificó | No clasificó |
| 1990  | No clasificó   | No clasificó | No clasificó | No clasificó | No clasificó | No clasificó | No clasificó |
| 1992  | No clasificó   | No clasificó | No clasificó | No clasificó | No clasificó | No clasificó | No clasificó |
| 1994  | No clasificó   | No clasificó | No clasificó | No clasificó | No clasificó | No clasificó | No clasificó |
| 1996  | No clasificó   | No clasificó | No clasificó | No clasificó | No clasificó | No clasificó | No clasificó |
| 1998  | No clasificó   | No clasificó | No clasificó | No clasificó | No clasificó | No clasificó | No clasificó |
| 2000  | No clasificó   | No clasificó | No clasificó | No clasificó | No clasificó | No clasificó | No clasificó |
| 2002  | No clasificó   | No clasificó | No clasificó | No clasificó | No clasificó | No clasificó | No clasificó |
| 2004  | No clasificó   | No clasificó | No clasificó | No clasificó | No clasificó | No clasificó | No clasificó |
| 2006  | No clasificó   | No clasificó | No clasificó | No clasificó | No clasificó | No clasificó | No clasificó |
| 2008  | No clasificó   | No clasificó | No clasificó | No clasificó | No clasificó | No clasificó | No clasificó |
| 2010  | No clasificó   | No clasificó | No clasificó | No clasificó | No clasificó | No clasificó | No clasificó |
| 2012  | No clasificó   | No clasificó | No clasificó | No clasificó | No clasificó | No clasificó | No clasificó |
| 2014  | No clasificó   | No clasificó | No clasificó | No clasificó | No clasificó | No clasificó | No clasificó |
| 2016  | No clasificó   | No clasificó | No clasificó | No clasificó | No clasificó | No clasificó | No clasificó |
| Total | 3/39           | 11           | 3            | 1            | 7            | 14           | 26           |

### Campeonato sub-19 de la AFF
| AFF Youth Championship | AFF Youth Championship | AFF Youth Championship | AFF Youth Championship | AFF Youth Championship | AFF Youth Championship | AFF Youth Championship | AFF Youth Championship |
| Año                    | Ronda                  | GP                     | W                      | D                      | L                      | GF                     | GA                     |
| ---------------------- | ---------------------- | ---------------------- | ---------------------- | ---------------------- | ---------------------- | ---------------------- | ---------------------- |
| 2002                   | Fase de grupos         | 4                      | 0                      | 1                      | 3                      | 3                      | 9                      |
| 2005                   | No participó           |                        |                        |                        |                        |                        |                        |
| 2006                   | No participó           |                        |                        |                        |                        |                        |                        |
| 2007                   | Fase de grupos         | 3                      | 0                      | 0                      | 3                      | 1                      | 14                     |
| 2008                   | No participó           |                        |                        |                        |                        |                        |                        |
| 2009                   | Fase de grupos         | 3                      | 0                      | 0                      | 3                      | 1                      | 9                      |
| 2010                   | No participó           |                        |                        |                        |                        |                        |                        |
| 2011                   | Fase de grupos         | 4                      | 1                      | 2                      | 1                      | 6                      | 9                      |
| 2012                   | No participó           |                        |                        |                        |                        |                        |                        |
| 2013                   | Fase de grupos         | 4                      | 2                      | 0                      | 2                      | 10                     | 9                      |
| 2014                   | No participó           |                        |                        |                        |                        |                        |                        |
| Total                  | 5/11                   | 18                     | 3                      | 3                      | 12                     | 21                     | 50                     |

### Hassanal Bolkiah Trophy
| Hassanal Bolkiah Trophy | Hassanal Bolkiah Trophy | Hassanal Bolkiah Trophy | Hassanal Bolkiah Trophy | Hassanal Bolkiah Trophy | Hassanal Bolkiah Trophy | Hassanal Bolkiah Trophy | Hassanal Bolkiah Trophy |
| Año                     | Ronda                   | J                       | G                       | E                       | P                       | GF                      | GC                      |
| ----------------------- | ----------------------- | ----------------------- | ----------------------- | ----------------------- | ----------------------- | ----------------------- | ----------------------- |
| 2002                    | Fase de Grupos          | 4                       | 0                       | 1                       | 3                       | 2                       | 16                      |
| 2005                    | No participó            | 0                       | 0                       | 0                       | 0                       | 0                       | 0                       |
| 2007                    | 3º Lugar                | 4                       | 1                       | 1                       | 2                       | 9                       | 19                      |
| 2012                    | Fase de Grupos          | 4                       | 0                       | 0                       | 4                       | 4                       | 9                       |
| 2014                    | Fase de Grupos          | 5                       | 3                       | 0                       | 2                       | 6                       | 6                       |
| Total                   | 4/5                     | 17                      | 4                       | 2                       | 11                      | 21                      | 50                      |